# Gornja Vrbava
Gornja Vrbava (en serbe cyrillique : Горња Врбава) est un village de Serbie situé dans la municipalité de Gornji Milanovac, district de Moravica. Au recensement de 2011, il comptait 163 habitants.

## Démographie
| 1948 | 1953 | 1961 | 1971 | 1981 | 1991 | 2002 | 2011 |
| ---- | ---- | ---- | ---- | ---- | ---- | ---- | ---- |
| 401  | 395  | 340  | 248  | 223  | 199  | 145  | 163  |

|  |